# Commandos: Strike Force
Commandos: Strike Force est un jeu vidéo de la série Commandos sorti le 17 mars 2006. Contrairement à ses prédécesseurs qui se situaient plus dans les jeux stratégie/tactique, Commandos: Strike Force est un jeu de tir à la première personne.
Ce volet permet d’incarner trois commandos de l'OSS différents mais se complétant les uns les autres : un béret vert, un sniper et un espion ; dans une succession de 14 niveaux qui font voyager dans trois pays différents (la France, la Norvège et l’URSS).
La discrétion et la rapidité sont de mise dans les différentes cartes ouvertes dans lesquelles il est possible de choisir le mode de jeu : plus dans l’action ou plus dans la finesse suivant les commandos dirigés durant les missions.

## Réception critique
Ce jeu reçut un mauvais accueil critique comparé aux autres opus ; il obtint par exemple la note de 25 % dans le magazine PC Jeux (alors que les opus précédents avaient obtenu respectivement 88 %, 95 % et 82 %).
On l'accusa d'avoir tout perdu de l'« esprit Commandos » et d'avoir trop simplifié afin de vendre le jeu au grand public.